# Åbo Domkirke
Åbo Domkirke ligger ved Aura å i  Turku/Åbo i Finland og er stiftskirke i Åbo ærkestift. Kirken, der kirken er viet  til jomfru Maria, er opført i slutningen af 1200-tallet og blev indviet som biskopskirke den 17. juni 1300. Kirken er flere gange blevet udvidet og ved Åbos brand i 1827 blev kirken skadet og gennemgik omfattende reparationer, blandt andet blev et nyt spir bygget. 